# 101713 Marston
101713 Marston è un asteroide della fascia principale. Scoperto nel 1999, presenta un'orbita caratterizzata da un semiasse maggiore pari a 3,1183285 UA e da un'eccentricità di 0,2090199, inclinata di 2,59291° rispetto all'eclittica.